# Теглев, Виктор Николаевич
Виктор Николаевич Теглев — советский хозяйственный, государственный и политический деятель.

## Биография
Родился в 1939 году. Член КПСС
В 1963—1984 — техник-конструктор, заместитель начальника цеха, начальник цеха, заместитель главного инженера, главный инженер Кировского завода, заведующий отделом организационно-партийной работы, секретарь, второй секретарь Кировского районного комитета КПСС города Ленинграда, председатель исполкома Кировского районного Совета народных депутатов.
В 1984—1988 — первый секретарь Дзержинского райкома КПСС города Ленинграда.
В 1988—1991 — начальник отдела кадров УКГБ по Ленинградской области.
В 1991—2000 — начальник отдела кадров Центрального научно-исследовательского института технологии судостроения.
Делегат XXVII съезда КПСС.
Умер в 2022 году в Санкт-Петербурге.

## Награды
- Орден Трудового Красного Знамени
- Орден Дружбы народов
- Орден Знак Почёта